# ウツシヨ
大阪歌謡ロックバンド『ウツシヨ』とは、「昭和を纏った平成生まれが令和で華咲かす」をコンセプトに活動している日本のロックバンドである。

## 概要
事務所無所属で、セルフプロデュースで活動している。メンバー共同で楽曲つくりを行い、作詞はリカコ（ボーカル）が手掛けている。
2019年12月、ウツシヨ慰安旅行と題しメンバー5人でカニ旅行に行き、旅行先にて楽曲「新世界の女」Music VideoをYoutubeにて公開。